# Werner Franz
Werner Franz (* 8. März 1972 in Weißbriach, Kärnten) ist ein ehemaliger österreichischer Skirennläufer. Er war zunächst auf die Abfahrt spezialisiert und später auch in Kombination und Super-G erfolgreich. In seiner mehrfach durch Verletzungen unterbrochenen Karriere erreichte er zwei Siege und weitere 17 Podestplätze in Weltcuprennen, einen Sieg im Kombinationsweltcup, einen zweiten Platz im Super-G-Weltcup sowie einen dritten Rang im Abfahrtsweltcup. Bei Weltmeisterschaften fuhr er dreimal unter die schnellsten zehn, während er an Olympischen Spielen nie teilnahm.

## Biografie
Franz, dessen Vater Trainer im Kärntner Landesskiverband und erster Trainer seines Sohnes war, feierte nach einigen Siegen bei Schülerrennen die ersten größeren Erfolge auf nationaler Ebene, als er 1990 und 1991 Österreichischer Jugendmeister in der Abfahrt wurde. International machte er mit dem fünften Abfahrtsrang bei den Juniorenweltmeisterschaften 1990 in Zinal sowie mit seinem ersten Sieg in einer FIS-Abfahrt 1991 im Pitztal auf sich aufmerksam. Er absolvierte eine Zimmermannslehre, konzentrierte sich aber bald ausschließlich auf den Skirennlauf. Franz wurde 1990 in den Kader des Österreichischen Skiverbandes (ÖSV) aufgenommen und gehörte ab dem Winter 1991/92 der Europacup-Mannschaft an. In jenem Winter gewann er gleich vier Europacup-Abfahrten, womit er die Abfahrtswertung für sich entschied und Dritter im Gesamteuropacup wurde. Er kam im selben Winter auch zu den ersten Einsätzen im Weltcup und gewann am 14. März 1992 mit Platz 20 in der Abfahrt von Aspen seine ersten Weltcuppunkte.
Nachdem er im Winter 1992/93 weitere zwei Mal im Weltcup gepunktet hatte, sorgte Franz zu Beginn der Weltcupsaison 1993/94 für Aufsehen, als er in der Abfahrt auf der Saslong in Gröden überraschend den zweiten Platz erreichte. Er wurde zu den Olympischen Winterspielen 1994 in Lillehammer mitgenommen, doch nicht für den Abfahrtsbewerb nominiert. 
Im Winter 1994/95 fuhr er zunächst weitere zwei Mal unter die schnellsten zehn und schließlich stand er als Zweiter der Lauberhorn-Abfahrt in Wengen erneut auf dem Podest. Nach einer etwas schwächeren, durch Verletzungen beeinträchtigten Saison 1995/96, gelang Franz im Winter 1996/97 der Aufstieg zur absoluten Weltspitze. Er stand in vier Abfahrten und einer Kombination auf dem Podest, fuhr weitere sechsmal unter die schnellsten zehn und erreichte im Abfahrtsweltcup den vierten, im Kombinationsweltcup den fünften und im Gesamtweltcup den zehnten Platz. Franz gelang innerhalb des österreichischen Teams auch erstmals die Qualifikation zur Teilnahme an einem Großereignis, er kam in der Abfahrt der Weltmeisterschaften 1997 in Sestriere aber nicht ins Ziel.
Im Winter 1997/98 konnte Franz die Form des Vorjahres zunächst beibehalten (zwei Podestplätze in den Abfahrten von Bormio, erstmals Top-10-Ergebnisse im Super-G), doch ab Jänner fiel er etwas zurück, weshalb er vom ÖSV nicht für die Olympischen Winterspiele 1998 nominiert wurde. Dafür entschied er den Kombinationsweltcup für sich, dank eines zweiten Platzes in der Hahnenkammkombination von Kitzbühel. In der Saison 1998/99 konnte sich Franz wieder steigern. Er stand in vier Abfahrten (je zweimal Gröden und Kitzbühel) auf dem Podest, fuhr weitere acht Mal unter die schnellsten zehn, wurde jeweils Dritter im Abfahrts- und Kombinationsweltcup und Neunter im Gesamtweltcup. Eine erhoffte Medaille bei den Weltmeisterschaften 1999 in Vail/Beaver Creek blieb jedoch aus, er beendete die WM-Abfahrt an sechster Position. Zum Neunfachsieg des ÖSV-Skiteams am Patscherkofel trug er den neunten Platz bei.
Nach einem Trainerwechsel im ÖSV war ab der folgenden Saison nicht mehr die Abfahrt, sondern der Super-G Franz’ stärkste Disziplin. Erstmals stand er am 21. Jänner 2000 mit Platz zwei in Kitzbühel in einem Super-G auf dem Siegerpodest, ehe er am 13. Februar 2000 im Super-G von St. Anton am Arlberg seinen ersten Weltcupsieg feierte, nachdem er zuvor schon insgesamt neunmal Zweiter gewesen war. Die Saison 1999/2000 beendete er hinter Hermann Maier am zweiten Platz im Super-G-Weltcup, im Gesamtweltcup kam er zum dritten und letzten Mal unter die besten zehn. Die Saison 2000/01 verlief etwas weniger erfolgreich, Franz fuhr nur in einem Super-G auf das Podest, wurde Fünfter im Super-G-Weltcup und wie im Vorjahr Achter im Abfahrtsweltcup. Bei den Weltmeisterschaften 2001 in St. Anton wurde er Sechster im Super-G und Achter in der Abfahrt.
Im Oktober 2001 erlitt Franz während der Saisonvorbereitung in Sölden schwere Verletzungen im rechten Knie, weshalb er die gesamte Saison 2001/02 pausieren musste. Im Comebackwinter 2002/03 fuhr er dreimal unter die schnellsten zehn, wobei sein bestes Ergebnis ein fünfter Platz in der Abfahrt von Gröden war. Schon den nächsten Winter musste er wieder verletzungsbedingt früh beenden, da er sich am 14. Januar 2004 bei einem Sturz im Training auf der neuen Franz-Klammer-Strecke in Bad Kleinkirchheim das rechte Schulterblatt brach. Das neuerliche Comeback in der Saison 2004/05 verlief sehr erfolgreich. Er fuhr in jenem Winter ausschließlich Abfahrten und feierte am 11. Dezember 2004 in Val-d’Isère überraschend seinen zweiten Weltcupsieg. Mit weiteren drei Top-10-Ergebnissen wurde er Siebter im Abfahrtsweltcup. Bei den Weltmeisterschaften 2005 in Bormio kam er aber lediglich auf Platz 28 in der Abfahrt. Ein Sturz im Sommertraining 2005 im chilenischen Portillo brachte Franz eine weitere, lange Zwangspause. Er erlitt schwere Verletzungen im rechten Bein und musste die gesamte Saison 2005/06 pausieren. Er versuchte in der Saison 2006/07 ein neuerliches Comeback, fand den Anschluss an die Spitze aber nicht mehr. Franz beendete die erste Saisonabfahrt in Lake Louise – sein letztes Weltcuprennen – an 33. Stelle und gab drei Wochen später, am 14. Dezember 2006 in Gröden, seinen Rücktritt vom Skirennsport bekannt.
Franz absolvierte die Trainerausbildung und ist seit 2010 Herrentrainer im Kärntner Skiverband. Sein Cousin Max Franz wurde ebenfalls Skirennläufer.

## Erfolge

### Weltmeisterschaften
- Vail 1999: 6. Abfahrt
- St. Anton 2001: 6. Super-G, 8. Abfahrt
- Bormio 2005: 28. Abfahrt

### Weltcupwertungen
Werner Franz gewann einmal die Disziplinenwertung in der Kombination.
| 1992/93 | 124.                                | 12                                  | 48.                                 | 12                                  | –                                   | –                                   | –                                   | –                                   |                                     |                                     |                                     |                                     |                                     |                                     |
| 1993/94 | 64.                                 | 96                                  | 24.                                 | 96                                  | –                                   | –                                   | –                                   | –                                   |                                     |                                     |                                     |                                     |                                     |                                     |
| 1994/95 | 42.                                 | 192                                 | 13.                                 | 192                                 | –                                   | –                                   | –                                   | –                                   |                                     |                                     |                                     |                                     |                                     |                                     |
| 1995/96 | 46.                                 | 166                                 | 15.                                 | 166                                 | –                                   | –                                   | –                                   | –                                   |                                     |                                     |                                     |                                     |                                     |                                     |
| 1996/97 | 10.                                 | 660                                 | 4.                                  | 517                                 | 24.                                 | 54                                  | 5.                                  | 89                                  |                                     |                                     |                                     |                                     |                                     |                                     |
| 1997/98 | 15.                                 | 504                                 | 10.                                 | 288                                 | 17.                                 | 84                                  | 1.                                  | 120                                 |                                     |                                     |                                     |                                     |                                     |                                     |
| 1998/99 | 9.                                  | 614                                 | 3.                                  | 427                                 | 15.                                 | 87                                  | 3.                                  | 100                                 |                                     |                                     |                                     |                                     |                                     |                                     |
| 1999/00 | 10.                                 | 762                                 | 8.                                  | 317                                 | 2.                                  | 371                                 | 7.                                  | 74                                  |                                     |                                     |                                     |                                     |                                     |                                     |
| 2000/01 | 16.                                 | 418                                 | 8.                                  | 236                                 | 5.                                  | 182                                 | –                                   | –                                   |                                     |                                     |                                     |                                     |                                     |                                     |
| 2001/02 | verletzungsbedingt keine Ergebnisse | verletzungsbedingt keine Ergebnisse | verletzungsbedingt keine Ergebnisse | verletzungsbedingt keine Ergebnisse | verletzungsbedingt keine Ergebnisse | verletzungsbedingt keine Ergebnisse | verletzungsbedingt keine Ergebnisse | verletzungsbedingt keine Ergebnisse | verletzungsbedingt keine Ergebnisse | verletzungsbedingt keine Ergebnisse | verletzungsbedingt keine Ergebnisse | verletzungsbedingt keine Ergebnisse | verletzungsbedingt keine Ergebnisse | verletzungsbedingt keine Ergebnisse |
| 2002/03 | 33.                                 | 273                                 | 17.                                 | 212                                 | 21.                                 | 61                                  | –                                   | –                                   |                                     |                                     |                                     |                                     |                                     |                                     |
| 2003/04 | 111.                                | 18                                  | 45.                                 | 18                                  | –                                   | –                                   | –                                   | –                                   |                                     |                                     |                                     |                                     |                                     |                                     |
| 2004/05 | 33.                                 | 254                                 | 7.                                  | 254                                 | –                                   | –                                   | –                                   | –                                   |                                     |                                     |                                     |                                     |                                     |                                     |

### Weltcupsiege
Franz errang 19 Podestplätze, davon 2 Siege:
| Datum             | Ort         | Land       | Disziplin |
| ----------------- | ----------- | ---------- | --------- |
| 13. Februar 2000  | St. Anton   | Österreich | Super-G   |
| 11. Dezember 2004 | Val-d’Isère | Frankreich | Abfahrt   |

### Europacup
- Saison 1991/92: 3. Gesamtwertung, 1. Abfahrtswertung
- 6 Podestplätze, davon 4 Siege

### Juniorenweltmeisterschaften
- Zinal 1990: 5. Abfahrt